# Nelore
Nelore é uma raça de gado bovino originária da Índia. Possui a pelagem branca e a pele preta o que lhe confere uma tolerância extraordinária ao calor. Os primeiros exemplares chegaram ao Brasil no final do século XVIII, e rapidamente se tornaram predominante no rebanho brasileiro (85% do rebanho total). Espalhou-se por toda a América do Sul e, principalmente no Brasil devido à sua alta fertilidade a pasto, e capacidade de sobrevivência. O Nelore é a raça base para o cruzamento de gado de corte no Brasil.
A raça tem como principais características a adaptabilidade aos trópicos, sendo muito rústica e resistente a doenças e parasitas. Além disso, a raça entrega uma carne de boa qualidade e aceitação no mercado.
Atualmente, é a raça de gado mais utilizada no Brasil, com amplo destaque para as Matrizes Nelore, base de todo o rebanho de corte nacional.

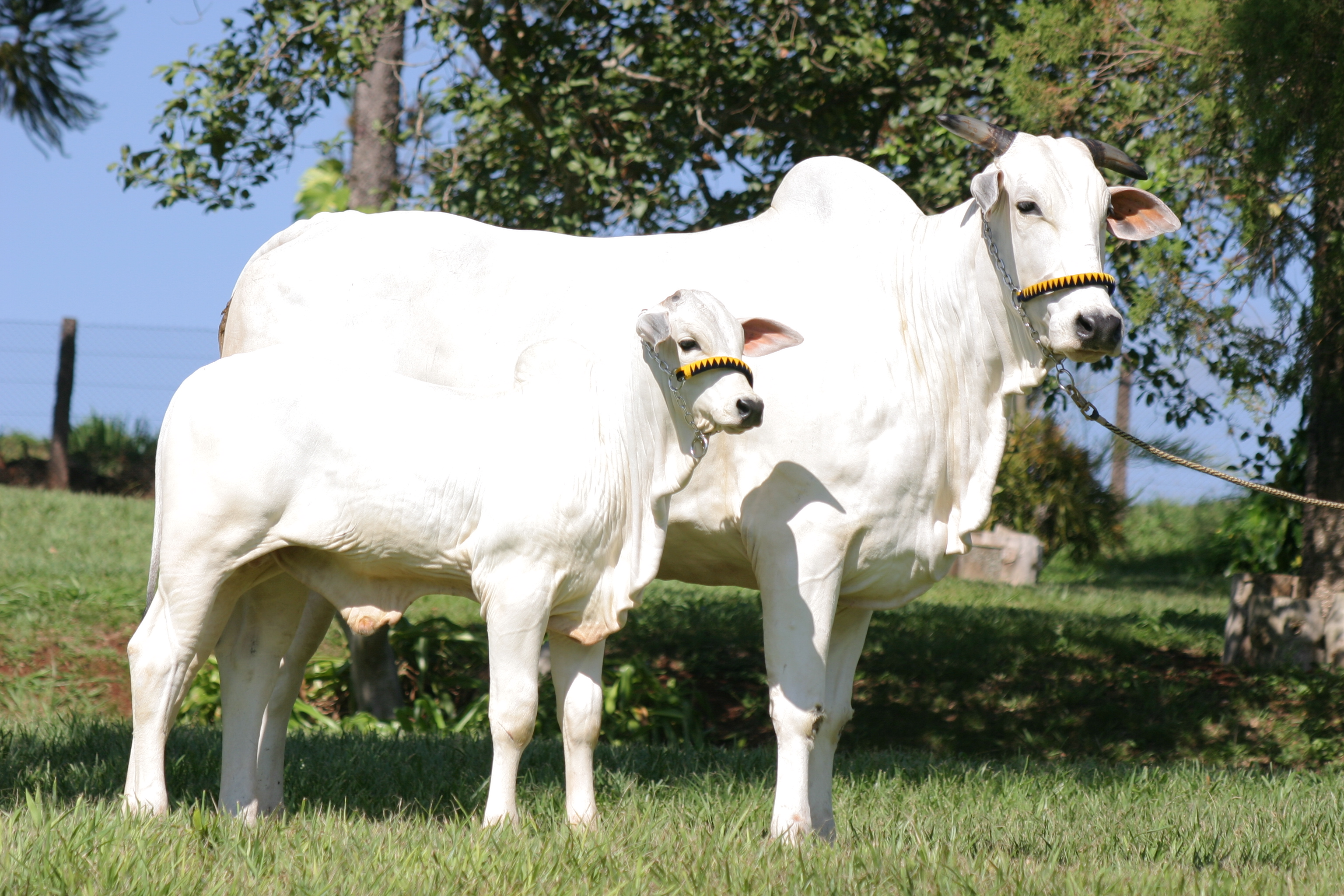
Matriz Nelore -
A Base Brasileira

## Histórico

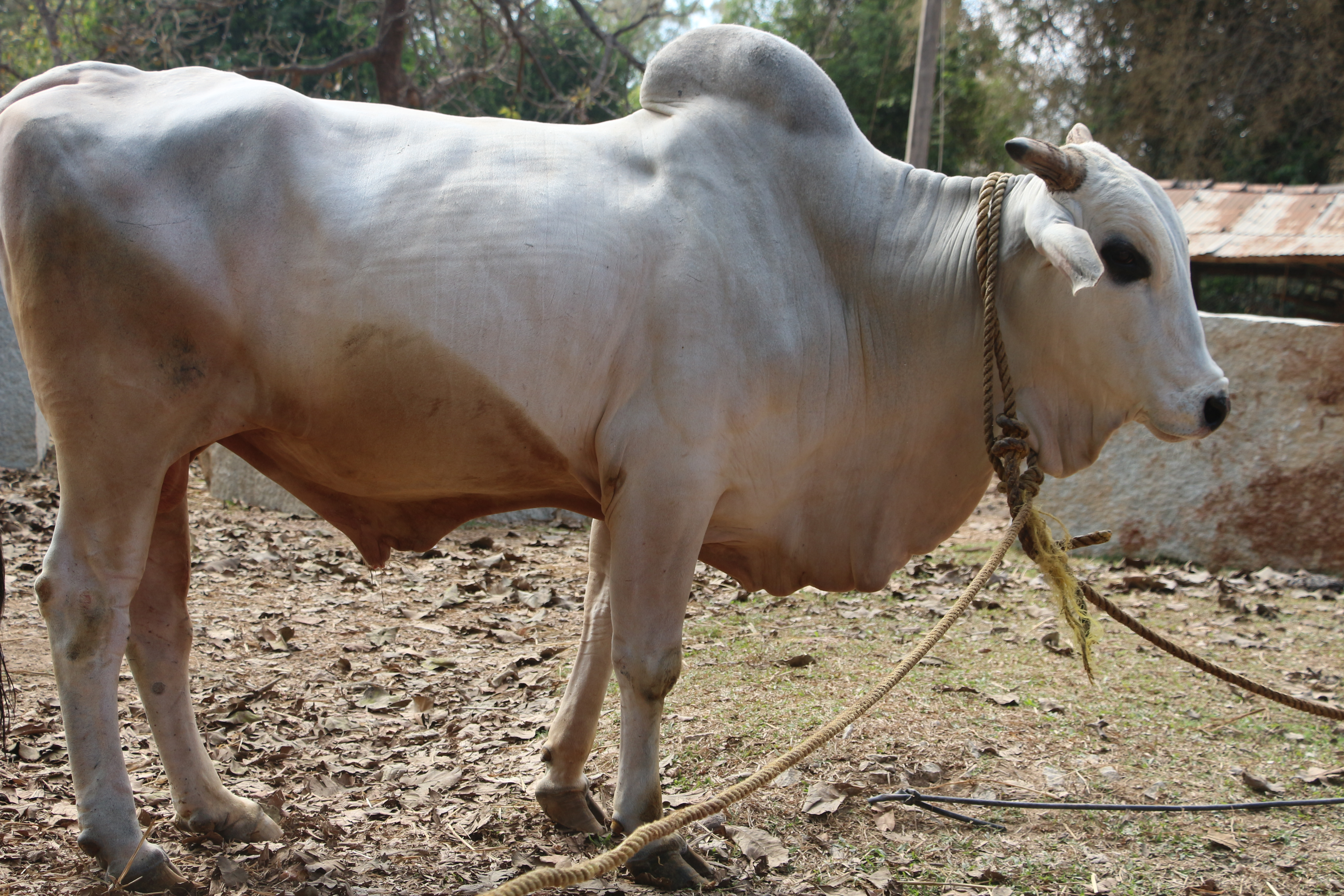
Raça Ongole

Raça historicamente introduzida no território indiano pelos arianos, antes mesmo da era cristã (AC), o ongole como é conhecido na Índia, habita a região de Ongole localizada em Madras no extremo Sul do país. Por motivos culturais e religiosos, estes animais não são utilizados para produção de carne e sim para produção de leite e como animal de tração nas lavouras de tribos indianas.
A trajetória que transformou o Ongole indiano no Nelore brasileiro, começa na primeira metade do século XIX, de quando datam os primeiros registros de desembarque no país de zebuínos originários da Índia. Nelore é o nome de um distrito do estado de Andra Pradexe, situado na costa oriental da Índia, de onde foram embarcados os primeiros animais para o Brasil.

## Genearcas da Raça Nelore
A introdução do nelore no Brasil, foi baseada na importação de grandes raçadores vindos da Índia, que, ao longo do tempo, nortearam a formação dos rebanhos brasileiros. São eles os touros: Karvadi, Golias, Taj Mahal, Rastã, Checurupado, Godhavari, Padu e Akamasu.

## Karvadi, o pai da linhagem Nelore no Brasil
Kavardi foi um reprodutor da raça Ongole amplamente utilizado na raça Nelore Brasileira. Na Índia já tinha sido largamente premiado como Tetracampeão Nacional Indiano e Campeão da Ásia. Foi adquirido, a pedido de Torres Homem Rodrigues da Cunha, pelo funcionário José da Silva (Sêo Dico) da fazenda VR situada no município de Uberaba-MG. Dico havia sido enviado em expedição à Índia a pedido do Criador e Selecionador Torres Homem para trazer novos exemplares da raça Nelore a fim de acelerar o melhoramento genético do rebanho bovino brasileiro. Após enfrentar a longa burocracia da época por parte do governo da Índia para a exportação, a viagem através de navio-curral para o Brasil cumpriu o período de quarentena na ilha de Fernando de Noronha. Tendo após desembarcado no Porto de Santos juntamente com outras exemplares, rumou para a Fazenda VR em Minas Gerais.
Considerado o melhor touro da história da raça Nelore, Karvadi deixou milhares de descendentes e é considerado como um dos pilares da raça Nelore no Brasil. Sua progênie: Karvadi transmitiu beleza racial aos seus filhos, sendo na época apto aos mais diversos cruzamentos.

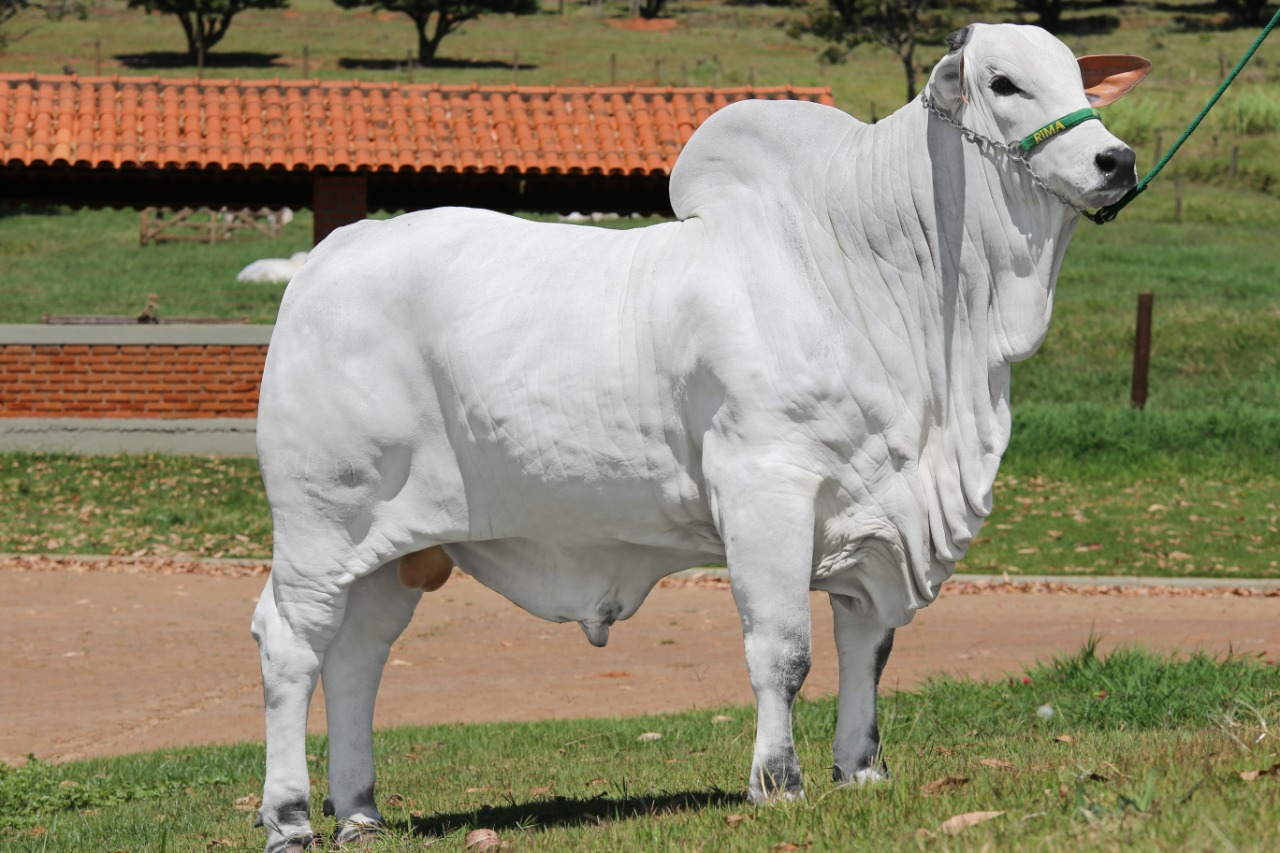
Rima Fiv Neru - Grande campeão nacional da Expoinel 2019

## Grandes campeões da Raça
As duas principais exposições da raça Nelore são a Expozebu, que ocorre anualmente em Uberaba-MG e a Expoinel, que ocorria em sedes diversas, porém nos últimos anos também tem sido realizada em Uberaba-MG. A seguir estão listados todos os campeões da raça aclamados durantes as exposições citadas:
| Expozebu | Expozebu                | Expoinel | Expoinel               |
| Ano      | Grande Campeão          | Ano      | Grande Campeão         |
| -------- | ----------------------- | -------- | ---------------------- |
| 2020     | ----                    | 2020     |                        |
| 2019     | Toronto FIV da Sabiá    | 2019     | RIMA FIV NERU          |
| 2018     | Beduino FIV da Canaã    | 2018     | RIMA FIV Magistrado    |
| 2017     | Obama da Cristal        | 2017     | RIMA FIV Magistrado    |
| 2016     | Talento FIV do Bony     | 2016     | Talento FIV do Bony    |
| 2015     | Objuan FIV do Mura      | 2015     | Objuan FIV do Mura     |
| 2014     | KAYAK TE MAFRA          | 2014     | KAYAK TE MAFRA         |
| 2013     | ELKRO FIV FNT           | 2013     | Kongo TE Mafra         |
| 2012     | ALARME EDTO             | 2012     | NASIK FIV DA PERBONI   |
| 2011     | Master VI TE do JAL     | 2011     | Regato FIV AJJ         |
| 2010     | Serro FIV da Bacaray    | 2010     | Lux Neogrego           |
| 2009     | MISSONI GUADALUPE       | 2009     | Rima FIV Capolavoro 2  |
| 2008     | Fadel TE Cruz Alta      | 2008     | Fadel TE Cruz Alta     |
| 2007     | Delein da Fort. VR      | 2007     | Fricks SJ Cocal        |
| 2006     | Vernon TE AP            | 2006     | Flox TE da HP          |
| 2005     | Lufo TE da Carpa        | 2005     | Innsbruck da Guadalupe |
| 2004     | Jeru FIV Brumado        | 2004     | Hock TE BM da FC       |
| 2003     | Maghaiver da S. Nice    | 2003     | Lux Granutu TE         |
| 2002     | Rourke TE QG Arataú     | 2002     | Jamal da Frefer        |
| 2001     | Edhank TE BM da FC      | 2001     | Templo da Zeb. VR      |
| 2000     | Big Ben da SN           | 2000     | Big Ben PO NI          |
| 1999     | Omulu PO da Jatobá      | 1999     | Big Ben da SN          |
| 1998     | Enlevo da Morungaba     | 1998     | Dheluz CM              |
| 1997     | Bau da S. Nice          | 1997     | Egipan LR do Vale      |
| 1996     | Mig da Zeb. VR          | 1996     | Mig da Zeb. VR         |
| 1995     | Dhalai Mata Velha       | 1995     | Sulk da Sabiá          |
| 1994     | Lagam POI da Zeb. VR    | 1994     | Fajardo da GB          |
| 1993     | Pradesh                 | 1993     | Capote da Terra Boa    |
| 1992     | Nambi Mata Velha        | 1992     | Nambi Mata Velha       |
| 1991     | Garoto da Fort. VR      | 1991     | Raposo Junior da ND    |
| 1990     | Inca POI da 3 Cox.      | 1990     | Ek POI da RV           |
| 1989     | Legat da Sabiá          | 1989     | Agasalho da Zeb. VR    |
| 1988     | Meridian POI WJ         | 1988     | Agasalho da Zeb. VR    |
| 1987     | Bhãjol POI da Zeb.VR    | 1987     | Agasalho da Zeb. VR    |
| 1986     | Vasuveda POI            | 1986     | Ion da Sabiá           |
| 1985     | Hãsur da Sabiá          | 1985     | Agasalho da Zeb. VR    |
| 1984     | Osiris Terra Boa        | 1984     | Osiris Terra Boa       |
| 1983     | Gangayah POI do Brumado | 1983     | Timbre OT              |
| 1982     | JE Ótimo da EN          | 1982     | JE Ótimo da EN         |
| 1981     | Piuzan da BO            | 1981     | Timbre OT              |
| 1980     | Musthãk da Zebulândia   | 1980     | Rommur POI Zeb.        |

## Funcionalidade e Tecnologia FIV
Além de ser a raça para produção de carne In-Natura mais utilizada e abundante no Brasil, a raça nelore vem, principalmente nos últimos 50 anos, sendo utilizada para o melhoramento genético.
Os animais passam por uma avaliação e então são registrados por técnicos especializados recebendo uma marca da ABCZ no rosto, numerados e então recebendo o pronome de P.O (Puro de Origem). Atualmente, no Brasil, a criação para este aprimoramento vem crescendo gradualmente e se tornando uma das alavancas comerciais na agropecuária brasileira, recebendo destaque nacional e notoriedade internacional.
Com o início do uso de tecnologias para aumentar o volume de reprodução, como a da FIV (fertilização in Vitro), foi notório que houve um grande pulo no desenvolvimento dos animais, uma vez vaca Bos Indicus tem uma produção muito maior de embriões  que a vaca taurina europeia, demonstrando a grande fertilidade da raça, uma vez que a fertilidade é uma condição inerente da vaca nelore.
Proporcionando nos últimos 10 anos uma evolução enorme da raça, pois usando vacas e touros superiores em grande volume foi possível aprimorar características da raça como: Rusticidade, Longevidade e principalmente Precocidade.